# 彼列科普地峽

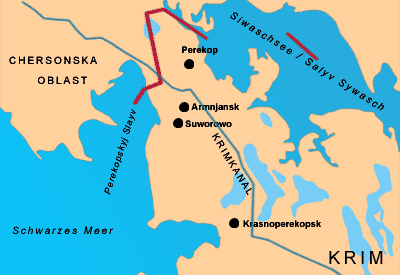
皮里柯普地峡

彼列科普地峽（羅馬化：Perekopskyi pereshyiok，羅馬化：Perekopsky peresheyek），是连接克里米亞半島和乌克兰大陆部分的地峽，宽约5-7公里 (3.1-4.3 英里)，並分隔锡瓦什湖与黑海。地峽上的主要城市包括亞美尼亞斯克与克拉斯諾彼列科普斯克（亚内卡普）。
在克里米亞韃靼語当中，它的本名是Or（意为“壕沟”）。古代鞑靼人曾在地峽上修建壕沟作为防御工事，所以也被称为“鞑靼壕沟”。俄语的“彼列科普”（перекоп）意思也是“壕沟”。

## 历史
由于该地峡的战略地位，古时希腊人与鞑靼人便在此地筑垒，15世纪时成为热那亚共和国殖民地。1783年，该地与克里米亚其余地方一道，被纳入俄罗斯帝国的统治。1920年俄国内战时，红军为夺取克里米亚控制权，打败彼得·弗兰格尔所率之白军。1968年的苏联电影《两位同志的服务》即是描述此战。
第二次世界大战期间，曼施坦因所率德军及匈牙利军通过该地峡入侵克里米亚。1944年5月9日，红军夺回了克里米亚的控制权。
1954年与整个克里米亚一同并入乌克兰苏维埃社会主义共和国。
乌俄战争中，彼列科普地峽于2014年在克里米亚危机中遭俄罗斯占领。俄軍於2022年入侵烏克蘭時利用了該地峽來前進和佔領以北的土地。